# The Deer Hunter
The Deer Hunter (en Hispanoamérica, El francotirador; en España, El cazador) es una película bélica, dramática y épica británico-estadounidense de 1978, dirigida por Michael Cimino y protagonizada por Robert De Niro, Christopher Walken y Meryl Streep. Además de ser galardonada con cinco premios Óscar, incluyendo el premio a mejor película, la película está considerada como una de las 100 mejores de la historia del cine estadounidense por el American Film Institute, obteniendo el puesto 79 de la lista realizada en 1998 y escalando hasta la posición 53 en la revisión de la lista actualizada en 2007. La cinta le dio a Streep y Walken sus primeras nominaciones al Óscar, aunque el premio solo se lo llevó Walken.
En 1996, la película fue considerada «cultural, histórica y estéticamente significativa» por la Biblioteca del Congreso de Estados Unidos y seleccionada para su preservación en el National Film Registry.

## Argumento
The Deer Hunter es una epopeya que trata sobre la vida de tres obreros siderúrgicos de la pequeña ciudad de Clairton, Pensilvania: Michael, Nick y Steven, cuyas rutinarias y felices vidas se transforman de modo irreversible en medio de la trágica devastación de la guerra de Vietnam. Allí son capturados por el Vietcong, quienes mantienen a los presos en condiciones infrahumanas y les obligan a jugar a la ruleta rusa apostando a ver cuál de ellos sobrevivirá. Logran escapar, pero la experiencia les produce heridas físicas y psicológicas que los marcarán en su regreso a casa.
Michael (Robert De Niro), en su regreso se muestra cerrado y distante con sus amigos y seres queridos, quienes se muestran débiles e infelices por la situación de los tres. A la vez, Mike se entera de que Steven (John Savage) también ha regresado y se encuentra en una administración de veteranos inválidos. Le telefonea y éste le comenta que no quiere volver con su esposa, con la que se casó antes de ir al Vietnam y con la que tiene un hijo. La razón está en que la amputación de sus dos piernas le hace sentirse física y psicológicamente inservible. Después de haber entablado esta conversación con Steven, Mike le hace una visita y le obliga a regresar con Ángela (su esposa). Mike además empieza a enamorarse de Linda, la prometida de Nick y empieza a tener una relación con ella.
Luego, vuelve a Saigón para encontrar a Nick (Christopher Walken) y cumplir la promesa que le hizo antes del viaje de llevarlo de vuelta a casa sin importar las circunstancias. Después del largo viaje, al llegar a su destino se encuentra a Nick, y se desatan todas sus sospechas, ya que descubre que su mejor amigo está participando en el macabro juego al que sus raptores le obligaron a intervenir con maltrato físico y mental en la guerra. Michael, al ver y al hablar con su amigo se da cuenta horrorizado de que no le conoce, de que ha perdido la razón y de que está completamente trastornado. Solo tiene una oportunidad para que Nick recuerde quién es y vuelva a casa; arriesgar su propia vida participando contra él cara a cara en la ruleta rusa.
Mike trata de hacerle recordar a Nick quienes eran. En un momento dado, Nick recuerda las palabras que Mike le dijo antes de ir a la guerra, un tiro, en referencia a cómo había que cazar a los ciervos para que no sufran. Inmediatamente después, aprieta el gatillo y se dispara.
Mike lleva el cuerpo de su amigo a Estados Unidos. La película finaliza con todos los personajes reunidos en una taberna cantando «God Bless America».

## Reparto y doblaje
| Actor              | Personaje                         | Doblaje España        |
| ------------------ | --------------------------------- | --------------------- |
| Robert De Niro     | Sargento Michael Vronsky "Mike"   | José Luis Sansalvador |
| Christopher Walken | Cabo Nikanor Chevotarevich "Nick" | Salvador Vidal        |
| John Savage        | Cabo Steven Pushkov               | Mario Gas             |
| John Cazale        | Stanley "Stan"/"Stosh"            | Rogelio Hernández     |
| Meryl Streep       | Linda                             | Consuelo Vives        |
| George Dzundza     | John Welsh                        | Joaquín Díaz          |
| Pierre Segui       | Julien Grinda                     | José María Angelat    |
| Shirley Stoler     | Madre de Steven                   | Elvira Jofre          |
| Chuck Aspegren     | Peter Axelrod "Axel"              | Felipe Peña           |
| Rutanya Alda       | Angela Ludhjduravic-Pushkov       | Rosa Guiñón           |

## Premios y nominaciones

### Óscar 1978
| Categoría               | Persona                                                           | Resultado |
| ----------------------- | ----------------------------------------------------------------- | --------- |
| Mejor película          | Mejor película                                                    | Ganador   |
| Mejor director          | Michael Cimino                                                    | Ganador   |
| Mejor actor             | Robert De Niro                                                    | Candidato |
| Mejor actor de reparto  | Christopher Walken                                                | Ganador   |
| Mejor actriz de reparto | Meryl Streep                                                      | Candidato |
| Mejor montaje           | Peter Zinner                                                      | Ganador   |
| Mejor guion original    | Michael Cimino Deric Washburn Louis Garfinkle Quinn K. Redeker    | Nominados |
| Mejor fotografía        | Vilmos Zsigmond                                                   | Candidato |
| Mejor sonido            | C. Darin Knight William L. McCaughey Richard Portman Aaron Rochin | Ganador   |

### Globos de Oro
| Categoría               | Persona              | Resultado |
| ----------------------- | -------------------- | --------- |
| Mejor película-Drama    | Mejor película-Drama | Candidata |
| Mejor director          | Michael Cimino       | Ganador   |
| Mejor actor-Drama       | Robert De Niro       | Candidato |
| Mejor actor de reparto  | Christopher Walken   | Candidato |
| Mejor actriz de reparto | Meryl Streep         | Candidato |
| Mejor guion             | Deric Washburn       | Candidato |

### Premios BAFTA
| Categoría              | Persona                                  | Resultado |
| ---------------------- | ---------------------------------------- | --------- |
| Mejor película         | Mejor película                           | Candidato |
| Mejor director         | Michael Cimino                           | Candidato |
| Mejor actor            | Robert De Niro                           | Candidato |
| Mejor actriz           | Meryl Streep                             | Candidato |
| Mejor actor de reparto | Christopher Walken                       | Candidato |
| Mejor fotografía       | Vilmos Zsigmond                          | Ganador   |
| Mejor guion original   | Deric Washburn                           | Candidato |
| Mejor montaje          | Peter Zinner                             | Ganador   |
| Mejor sonido           | Darin Knight Jim Klinger Richard Portman | Candidato |